# Procurador (caballeros teutónicos)
Un procurador de los caballeros teutónicos era un rango del Estado monástico de los Caballeros Teutónicos. El procurador era responsable de los asuntos de la corte y administración de una región en concreto llamada procuratoria, y también comandaba el ejército.
Como comendador, el procurador tenía hermanos entre los cruzados a su servicio, así como vasallos entre los indígenas prusianos a su disposición. Los procuradores estaban bajo el mando del komtur.